# NASCAR Sprint Cup Series 2013
La NASCAR Sprint Cup Series 2013 è stata la 65ª edizione del campionato professionale di stock car. Il campionato è cominciato il 16 febbraio con lo Sprint Unlimited per concludersi il 17 novembre con la Ford Ecoboost 400. Il campione in carica costruttori era Dodge mentre Brad Keselowski era il detentore del titolo piloti.

## Campionato
Il campionato è stato vinto da Jimmie Johnson mentre la Chevrolet ha vinto il campionato costruttori.